# Ryo Goto
Ryo Goto (後藤 涼 Goto Ryo?, nacido el 25 de agosto de 1986 en Saitama) es un exfutbolista japonés. Jugaba de delantero y su último club fue el Thespakusatsu Gunma de Japón.

## Trayectoria

### Clubes
| Club                | País  | Año         |
| ------------------- | ----- | ----------- |
| Thespakusatsu Gunma | Japón | 2005 - 2013 |

## Estadística de carrera

### J. League
| Club                | Año   | J. League | J. League | Copa J. League | Copa J. League | Total | Total |
| Club                | Año   | Part.     | Goles     | Part.          | Goles          | Part. | Goles |
| ------------------- | ----- | --------- | --------- | -------------- | -------------- | ----- | ----- |
| Thespa Kusatsu      | 2005  | 16        | 0         | -              | -              | 16    | 0     |
| Thespa Kusatsu      | 2006  | 19        | 1         | -              | -              | 19    | 1     |
| Thespa Kusatsu      | 2007  | 12        | 0         | -              | -              | 12    | 0     |
| Thespa Kusatsu      | 2008  | 41        | 12        | -              | -              | 41    | 12    |
| Thespa Kusatsu      | 2009  | 45        | 9         | -              | -              | 45    | 9     |
| Thespa Kusatsu      | 2010  | 20        | 3         | -              | -              | 20    | 3     |
| Thespa Kusatsu      | 2011  | 26        | 5         | -              | -              | 26    | 5     |
| Thespa Kusatsu      | 2012  | 21        | 0         | -              | -              | 21    | 0     |
| Thespakusatsu Gunma | 2013  | 4         | 0         | -              | -              | 4     | 0     |
| Total               | Total | 204       | 30        | 0              | 0              | 204   | 30    |